# Widdringtonia nodiflora
Widdringtonia nodiflora és una espècie de conífera de la família Cupressaceae. Es coneix localment com xiprer de muntanya o cedre de muntanya. És un arbret productor d'olis aromàtics i d'una fusta naturalment setinada que permet la construcció de mobles i revestiments de fusta de qualitat.

## Descripción
Widdringtonia nodiflora apareix més sovint en forma d'arbust en matollars o en forma d'arbre d'uns 4 a 6 metres d'alçada però en àrees més remotes de les muntanyes orientals de Zimbabwe s'han trobat espècimens més alts. L'escorça és de grisa a marró, fissurada fina i verticalment la qual es va descamant longitudinalment revelant unes tires rogenques sota l'escorça. Les fulles joves són aciculiformes (en forma d'agulla), disposades en espiral, d'un color verd viu i d'unes mides d'un 2 cm de llarg. els cons masculins són petits d'uns 2-4 mm de llarg i terminals i els cons femenins són més aviat globosos d'uns 2 cm de diàmetre. Els fruits són de color marró fosc a negre amb una aparent ala de color vermellós.

## Distribució i hàbitat
Sovint es troba en àrees muntanyenques a gran alçada, entre roques i en barrancs. També creix a la zona del fynbos i en prats tipus pastura de Sud-àfrica. Normalment aquest grup es troba en àrees reduïdes en altitud. El seu estat de conservació no és alarmant, és una espècie bastant recurrent i no estaria en la llista d'espècies amenaçades.

## Etimologia
- Widdringtonia: El gènere fa referència al capità de l'Armada Reial anglesa, Edward Widdrington, que també va ser un botànic interessat en coníferes als finals de 1700 i a principis del 1800.
- nodiflora: l'epítet específic significa "flors als nodes".[2]

## Sinonímia
- Widdringtonia cupressoides auctt.
- Cupressus cornuta Carrière
- Juniperus capensis Lam.
- Pachylepis commersonii Brongn.
- Thuja cupressoides L.
- Widdringtonia mahoni Mast.
- Widdringtonia natalensis Endl.
- Widdringtonia caffra O. Berg
- Widdringtonia dracomontana Stapf
- Widdringtonia stipitata Stapf
- Widdringtonia wallichii Endl.
- Brunia nodiflora L.[3]